# Полянсков, Юрий Вячеславович
Полянсков Юрий Вячеславович (род. 16 сентября 1940) — доктор технических наук, профессор, президент (ранее ректор) УлГУ, заведующий кафедрой математического моделирования технических систем УлГУ. Действующий член академий: РАЕН, Академии социальных наук, Международной академии экологии и безопасности жизнедеятельности, Академии проблем качества, Академии социального образования.

## Научная специальность по диплому доктора наук
05.03.01 — процессы механической и физико-технической обработки, станки и инструмент.

## Биография
- 16.09.1940 — родился в селе Поповка (Майнский район)[1].
- 1958 — наладчик IV разряда Ульяновского завода малолитражных двигателей;
- 1965 — работа в Ульяновском политехническом институте;
- 1971, 1983 — защита кандидатской, докторской диссертаций;
- 1988 — проректор Московского государственного университета — ректор филиала;
- 1996 — ректор Ульяновского государственного университета.
- 2007 — президент УлГУ.

## Санкции
6 марта 2022 года после вторжения России на Украину подписал письмо в поддержу российской агрессии. С 9 июня 2022 года находится под персональными санкциями Украины за поддержку войны. Также был внесён ФБК в список коррупционеров и разжигателей войны за поддержку нападения на Украину, 16 марта 2022 года форумом свободной России внесён в «Список Путина» и доклад «поджигателей войны» с предложением введения против него международных санкций.

## Краткая аннотация научной деятельности
- занимается проблемами высоконадежных технологических процессов в машиностроении и автоматизированных систем диагностики, их основными параметрами на основе математического и имитационного моделирования[источник не указан 1058 дней];
- исследует процессы обработки металлов[источник не указан 1058 дней];
- руководит созданием приборов контроля технологических процессов и технологий механообработки с использованием лазеров.[источник не указан 1058 дней]

## Наиболее значимые публикации
автор более 120 научных трудов, в том числе:
- Повышение работоспособности режущего инструмента// Станки и инструмент, № 4, 1991, С.22-24;
- Диагностика и управление параметрами СОЖ при механообработке. — М., 1992, — 92 с.

## Награды
- нагрудным знаком «Почетный работник высшего профессионального образования России», неоднократно награждался Почетными грамотами Министерства образования РФ.
- В 2002 году Указом Президента РФ награждён Орденом Дружбы.
- В 2003 году за большой вклад в развитие образования Постановлением Законодательного Собрания Ульяновской области присвоено звание «Почётный гражданин Ульяновской области» с занесением в Золотую книгу Почёта Ульяновской области.
- В 2008 году Указом президента РФ В. Путина президенту УлГУ Ю. В. Полянскову присвоено звание «Заслуженный работник высшей школы РФ» за заслуги в научно-педагогической деятельности и большой вклад в подготовку квалифицированных специалистов[5].